# Versioni di iOS
La cronologia delle versioni del sistema operativo per dispositivi mobili iOS iniziò con il rilascio pubblico di iPhone OS il 29 giugno 2007, insieme all'uscita del primo iPhone. Le principali nuove versioni di iOS vengono sviluppate da Apple per iPhone, iPad, iPod Touch e HomePod e annunciate ogni anno durante la Apple Worldwide Developers Conference (WWDC), di solito vengono distribuite al pubblico a settembre dello stesso anno, in coincidenza con l'uscita di nuovi modelli iPhone. iOS ha visto una serie di aggiornamenti al suo sistema operativo di base dalla versione iniziale.
Gli aggiornamenti per iOS vengono distribuiti tramite iTunes su Microsoft Windows e sulle versioni di macOS precedenti a macOS Catalina (che sostituisce iTunes in una sezione in macOS Finder) e, da iOS 5, tramite aggiornamenti software over-the-air. Con l'annuncio di iOS 5 il 6 giugno 2011, divenne non più necessaria una connessione USB a iTunes per attivare i dispositivi iOS; la sincronizzazione dei dati può da allora avvenire automaticamente e in modalità wireless tramite il servizio iCloud di Apple. Il 24 settembre 2019, Apple ha rinominato il sistema operativo per la linea iPad in iPadOS. Esso è simile a iOS ma possiede alcune funzionalità orientate ai tablet. La versione più recente di iOS e iPadOS è la 15.7, uscita, in Svizzera, a inizio settembre. 

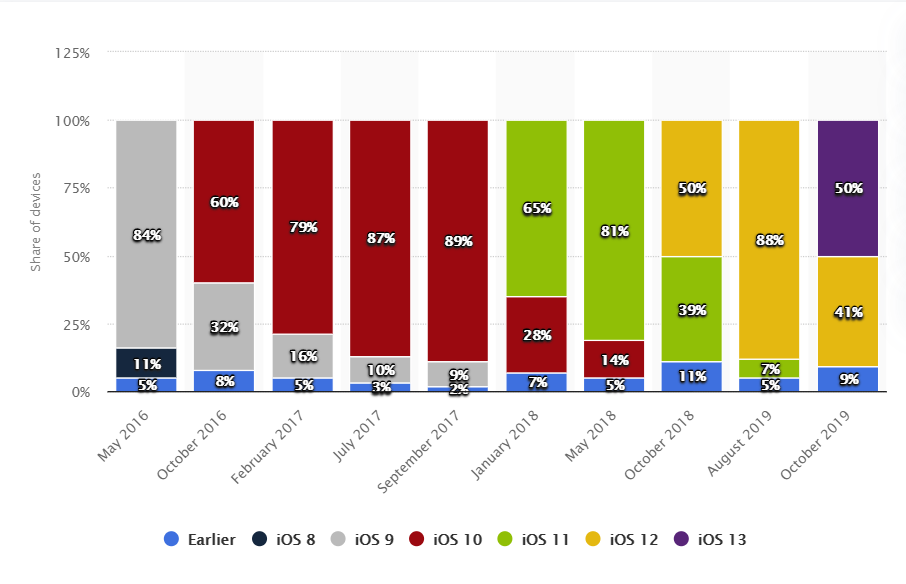
Distribuzione globale di iOS classificata da maggio 2016 a dicembre 2019

## Diffusione
- iOS 6 ha raggiunto il 92,7% di diffusione in 261 giorni (7 giugno 2013)
- iOS 7 ha raggiunto il 90% di diffusione in 285 giorni (13 luglio 2014)[2]
- iOS 8 ha raggiunto l'87% di diffusione in 330 giorni (16 settembre 2015)
- iOS 9 ha raggiunto l'88% di diffusione in 344 giorni (7 settembre 2016)
- iOS 10 ha raggiunto l'89% di diffusione in 309 giorni (6 settembre 2017)
- iOS 11 ha raggiunto l'85% di diffusione in 349 giorni (3 settembre 2018)[3]
- iOS 12 ha raggiunto l'88% di diffusione in 325 giorni (6 agosto 2019)
- iOS 13 ha raggiunto l'81% di diffusione in 272 giorni (17 giugno 2020)

Percentuale d'usoData0204060801002015/5/252016/10/72018/10/292023/5/30iOS 7iOS 8iOS 9iOS 10iOS 11iOS 12iOS 13iOS 14iOS 15iOS 16iOS 17iOS 18Precedenti

### Diffusione dispositivi Apple
- Il 6 giugno 2011 al WWDC viene annunciato che il numero di dispositivi iOS venduti ha raggiunto quota 200 milioni[4].
- Il 18 febbraio 2012 viene comunicato il superamento di quota 316 milioni[5].

## Panoramica
Il mese di giugno 2007 vide il debutto ufficiale del sistema operativo, contemporaneamente all'uscita del primo iPhone.
Il suo nome inizialmente era iPhone OS.
Venne ribattezzato iOS soltanto il 7 giugno 2010, contemporaneamente all'uscita dell'iPad di prima generazione.

### iPhone OS 1
Il sistema operativo è stato presentato il 9 gennaio 2007 al Macworld Conference & Expo di San Francisco e la versione 1, ancora priva di nome, è entrata in commercio con il primo iPhone il 29 giugno dello stesso anno. Il 6 marzo 2008, in concomitanza con la pubblicazione della prima beta del SDK, il sistema operativo è stato denominato ufficialmente come "iPhone OS" (che sta per "iPhone Operating System"). L'uscita di iPhone OS 1.1 portò il supporto per l'iPod Touch di prima generazione. iPhone OS 1.1.5 è la versione finale di iPhone OS 1. Non è più supportato dal 18 maggio 2010. Quello che Apple non ha annunciato è stato il prototipo col nome in codice "Acorn OS" che somigliava al firmware dell'iPod Classic.

### iPhone OS 2
L'11 luglio 2008 viene pubblicato, in concomitanza della vendita di iPhone 3G, l'aggiornamento a iPhone OS 2 che aggiunge, tra le altre funzioni, l'App Store e la possibilità di installare applicazioni di terze parti tramite quest'ultimo.

### iPhone OS 3
iPhone OS 3, pubblicato con l'iPhone 3GS il 17 giugno 2009, ha aggiunto molte funzioni che furono richieste dagli utenti, alcuni dei quali il copia e incolla e gli MMS. Tutti i dispositivi erano aggiornabili a iPhone OS 3, ma con delle limitazioni per la prima generazione di iPhone e iPod touch. Il primo iPad, entrato in commercio nell'aprile 2010, ha avuto inizialmente un "ramo" separato di iPhone OS 3, fino all'unificazione con gli altri dispositivi con la versione 4.2.1 del software.

### iOS 4
Il quarto aggiornamento del sistema operativo, pubblicato con iPhone 4 il 21 giugno 2010, ha aggiunto numerose funzioni quali il multitasking per le applicazioni di terze parti, FaceTime e iBooks.
Dopo aver ottenuto la licenza del marchio "iOS" registrato da Cisco Systems Inc. (licenza limitata solamente al nome e non alla tecnologia), precisamente il 7 giugno 2010, Apple Inc. rinomina il suo sistema operativo da iPhone OS a iOS, e ha unificato i vari dispositivi (iPhone, iPod touch e iPad) con una versione comune, la 4.2.1.

### iOS 5
Il 6 giugno 2011 è stata presentata alla WWDC la quinta versione di iOS, con numerose nuove funzioni, tra cui la sincronizzazione wireless, l'integrazione con il servizio iCloud di Apple e un rinnovato sistema di notifiche. Nel giorno stesso è stata pubblicata la prima beta del sistema operativo. iOS 5 è stato distribuito ufficialmente il 12 ottobre 2011.

### iOS 6
L'11 giugno 2012 è stata presentata alla WWDC la sesta versione di iOS, con l'applicazione Mappe completamente rinnovata, nuovissime funzioni e lingue per l'assistente vocale Siri, tra cui l'attesa inclusione della lingua italiana, l'integrazione con Facebook, nuove funzioni di risposta alle chiamate e novità grafiche. iOS 6 è stato reso disponibile per il download dal 19 settembre 2012.

### iOS 7
Il 10 giugno 2013 è stata presentata alla WWDC la settima versione di iOS, con uno stile grafico completamente rinnovato in chiave minimale, che presenta icone molto più semplici e colorate, meno reminiscenti di elementi del mondo reale. Altro importante punto di rottura col precedente iOS è la rimozione della barra di sblocco presente fin dalla prima release di iOS, sostituendola con una schermata di sblocco più semplice e minimalista. Altro rinnovamento sostanziale è la totale revisione del multitasking, modificandone il look e le funzionalità, rendendolo più attuale e al pari dei sistemi concorrenti. Sono state presentate molte altre novità, fra le quali l'introduzione di nuove 1500 API in dotazione agli sviluppatori. La data di pubblicazione, che è stata comunicata al keynote tenutosi a Cupertino il 10 settembre 2013, è il 18 settembre dello stesso anno.

### iOS 8
Il 2 giugno 2014 è stata presentata alla WWDC l'ottava versione di iOS, che mantiene la stessa grafica di iOS 7, ma con nuove funzionalità come ad esempio la possibilità di inviare messaggi vocali con iMessage, la funzione di Quick Reply per poter rispondere velocemente a un messaggio semplicemente tirando verso il basso una notifica. È stata aggiornata anche la funzione modifica delle foto, dove sono state aggiunte più possibilità di personalizzazione. La tastiera ha la nuova funzione QuickType che aggiunge sopra alla tastiera un dizionario oppure la possibilità di installare tramite App Store tastiere di terze parti. Attraverso Spotlight si può anche cercare in iTunes/App Store, cercare su Mappe o avere risultati di ricerca da Bing. Aggiunta una nuova funzione di iCloud, "In famiglia", così da poter condividere ogni acquisto tra tutti i membri della famiglia. È stata aggiunta su iPhone e iPod touch l'applicazione Salute.

### iOS 9
L'8 giugno 2015 è stata presentata alla WWDC la nona versione di iOS, che anch'essa mantiene la stessa grafica di iOS 7 ma con diverse migliorie. Distribuito agli sviluppatori e ai beta tester pubblici nel periodo estivo, iOS 9 è stato rilasciato nella versione finale mercoledì 16 settembre. Le novità grafiche consistono in una Siri rinnovata, in grado di interagire maggiormente dando suggerimenti nella pagina di Spotlight, rinominata "Proactive" (con i vari suggerimenti dell'assistente vocale). Sono state introdotte diverse novità nell'applicazione Note e alcune migliorie per l'applicazione Mappe, che ora offre anche i dati e le linee dei mezzi di trasporto pubblici delle principali città del mondo. È stata rimossa l'app di default "Edicola" per lasciare lo spazio a "News", la nuova applicazione che raccoglie le notizie delle principali testate giornalistiche (non è disponibile in tutte le nazioni). Su iPad arriva la funzione Split-View che consente di visualizzare due applicazioni contemporaneamente e il Multitasking ora si trova a sinistra della schermata home e presenta una grafica molto più scorrevole, "a pagine". Con iOS 9, è stata introdotta la modalità Risparmio Energetico che riduce il consumo della batteria.

### iOS 10
Il 13 giugno 2016 è stata presentata alla WWDC la decima versione, che porta molteplici novità, tra le quali più apertura del sistema a sviluppatori terzi. L'applicazione Foto ora riconosce i volti e gli oggetti. L'applicazione musica è stata completamente ridisegnata, migliorando il supporto ad Apple Music e aggiungendo il testo dei brani. Nella schermata di sblocco è stata rimossa la scritta "Scorri per sbloccare"; ora infatti per sbloccare il dispositivo è necessario premere il tasto Home. Le notifiche, il Centro di controllo e il Centro Notifiche sono stati completamente ridisegnati, presentato dei bordi smussati. Anche l'applicazione Messaggi ha ricevuto un enorme aggiornamento, ora è possibile inviare messaggi con effetti visivi, sticker, GIF e le emoji sono 3 volte più grandi.

### iOS 11
Il 5 giugno 2017 è stata presentata alla WWDC l'undicesima versione, portando svariate novità, innovazioni e miglioramenti nel sistema, in particolare su iPad, con l'aggiunta di molteplici funzioni relative al multitasking e all'esperienza grafica, come l'aggiunta del nuovo Dock e del nuovo App Switcher. Venne anche aggiunto il supporto per le Animoji supportate dall'iPhone X. Le principali novità su tutti i dispositivi supportati furono il Centro di Controllo, completamente ridisegnato, la possibilità di registrare lo schermo dal proprio dispositivo, la riorganizzazione del Centro Notifiche, ispirata alla schermata di blocco, una nuova interfaccia grafica (caratterizzata da enormi titoli scritti in grassetto), un nuovo App Store, anch'esso ridisegnato, insieme al ridisegno di altre applicazioni, l'introduzione di nuove icone e animazioni e l'aggiunta di nuove misure di sicurezza. Venne ovviamente aggiunto il supporto per i nuovi iPhone e per la cassa intelligente HomePod.

### iOS 12
Il 17 settembre 2018 è stata rilasciata la nuova versione di iOS chiamata iOS 12. La versione più recente è la 12.5.7. Le novità introdotte sono molte, ad esempio ArKit 2, le chiamate di gruppo in FaceTime, un nuovo sistema di notifiche e scorciatoie per Siri.

### iOS/iPadOS 13
Il 3 giugno 2019 è stata presentata alla WWDC la tredicesima versione. Con questo aggiornamento, iOS viene scisso in due sistemi diversi per i suoi dispositivi: iOS rimane su iPhone e iPod touch, mentre per gli iPad viene realizzata un'apposita versione ottimizzata, iPadOS. Entrambe vengono rilasciate il 19 settembre 2019 con numerose novità tra cui la Dark Mode, la riprogettazione delle app Foto e Promemoria e numerosi altri cambiamenti.

### iOS/iPadOS 14
Apple ha annunciato iOS 14 e iPadOS 14 il 22 giugno 2020 durante l'evento annuale Apple Worldwide Developers Conference (WWDC), con una beta pubblica prevista per l'uscita a luglio. Alcune nuove funzionalità introdotte in iOS 14 e iPadOS 14 finora includono la App Library, che classifica automaticamente le app in un'unica pagina, la funzionalità picture in picture, che significa che un utente può guardare un video mentre esegue un'altra attività contemporaneamente e si ha la possibilità di sbloccare e avviare la propria auto con il nuovo e migliorato Apple CarPlay. iOS e iPadOS 14 consentono inoltre all'utente di ricevere chiamate in arrivo come notifiche anziché occupare l'intero schermo. I dispositivi che montano i chip A8, A8X, A9 o A9X sono supportati, seppur con diverse limitazioni; tra questi vi sono iPhone 6S, 6S Plus e SE di prima generazione per quanto riguarda iOS, iPad Air 2, mini 4, iPad di quinta generazione e Pro di prima generazione in merito ad iPadOS. Tuttavia, sono pienamente supportati tutti gli altri dispositivi a partire dall'iPhone 7, iPod Touch di settima generazione, iPad Pro di seconda generazione, iPad di sesta generazione, iPad Mini di quinta generazione e successivi.

### iOS/iPadOS 15
Apple ha annunciato iOS 15 e iPadOS 15 il 7 giugno 2021 durante il consueto evento Apple Worldwide Developers Conference (WWDC), che si tiene a cadenza annuale, con una beta pubblica uscita nello stesso giorno e la versione stabile definitiva prevista per il 20 settembre successivo. Tra le nuove funzionalità introdotte in entrambi i sistemi operativi vi sono la modalità Full immersion, che permette di impostare uno stato di attività che regola automaticamente la ricezione delle notifiche, e altri miglioramenti alle app e all'interfaccia. I dispositivi che supportano i due sistemi operativi sono i medesimi che già supportavano le versioni precedenti.

### iOS/iPadOS 16
Apple ha annunciato iOS 16 e iPadOS 16 alla Worldwide Developers Conference (WWDC) il 6 giugno 2022 e lo stesso giorno è stata pubblicata la prima beta per gli sviluppatori.

### iOS/iPadOS 18
Il 16 settembre 2024 è uscito iOS 18, l'aggiornamento attualmente più recente. Con se ha portato delle novità: il nuovo sistema operativo introduce tutta una serie di migliore relative a personalizzazione della schermata home e di blocco e applicazioni pre-installate (es; nuova app password). 
Inoltre Apple ha presentato Apple Intelligence, l'intelligenza artificiale (AI) sviluppata da Apple integrata in iOS 18 e disponibile dagli iPhone 15 Pro e superiori. I processi di elaborazione e raccolta dati da parte dell'AI avvengono interamente sul dispositivo, tranne nel caso in cui occorre più potenza computazionale e, in tal caso, la computazione avviene su un cloud privato (private cloud computer) senza salvataggio di dati. Nei paesi europei non sarà disponibile alla data di lancio.

### iOS/iPadOS 26
Il 9 giugno 2025 sono stati presentati in anteprima i nuovi sistemi operativi di Apple per i suoi dispositivi mobili. Da quest'anno il numero di versione combacia con quello dell'anno successivo al rilascio.
La nuova release si distingue per un nuovo design con effetti vetrati e traslucidi, funzioni potenziate per Apple Intelligence, nuove funzioni in Messaggi, nuova app Games appositamente per i videogiochi, Multitasking e sistema a finestre per iPad e altro ancora. Le nuove versioni saranno disponibili nell'autunno 2025.

## Cronologia
| iOS         | Data di pubblicazione | Note sugli aggiornamenti                   |
| ----------- | --------------------- | ------------------------------------------ |
| iPhone OS 1 | 29 giugno 2007        |                                            |
| iPhone OS 2 | 11 luglio 2008        |                                            |
| iPhone OS 3 | 17 giugno 2009        |                                            |
| iOS 4       | 21 giugno 2010        |                                            |
| iOS 5       | 12 ottobre 2011       | Informazioni sugli aggiornamenti di iOS 5  |
| iOS 6       | 19 settembre 2012     | Informazioni sugli aggiornamenti di iOS 6  |
| iOS 7       | 18 settembre 2013     | Informazioni sugli aggiornamenti di iOS 7  |
| iOS 8       | 17 settembre 2014     | Informazioni sugli aggiornamenti di iOS 8  |
| iOS 9       | 16 settembre 2015     | Informazioni sugli aggiornamenti di iOS 9  |
| iOS 10      | 13 settembre 2016     | Informazioni sugli aggiornamenti di iOS 10 |
| iOS 11      | 19 settembre 2017     | Informazioni sugli aggiornamenti di iOS 11 |
| iOS 12      | 17 settembre 2018     | Informazioni sugli aggiornamenti di iOS 12 |
| iOS 13      | 19 settembre 2019     | Informazioni sugli aggiornamenti di iOS 13 |
| iOS 14      | 16 settembre 2020     | Informazioni sugli aggiornamenti di iOS 14 |
| iOS 15      | 20 settembre 2021     | Informazioni sugli aggiornamenti di iOS 15 |
| iOS 16      | 12 settembre 2022     | Informazioni sugli aggiornamenti di iOS 16 |
| iOS 17      | 18 settembre 2023     | Informazioni sugli aggiornamenti di iOS 17 |
| iOS 18      | 16 settembre 2024     | Informazioni sugli aggiornamenti di iOS 18 |
| iOS 26      | TBA                   |                                            |

## Versioni correnti
| Versione    | Versione              | Dispositivi | Dispositivi | Dispositivi    | Dispositivi    | Dispositivi    | Dispositivi    |
| Numero      | Data di distribuzione | iPhone | iPod touch  | iPad           | iPad           | iPad           | iPad           |
| Numero      | Data di distribuzione | iPhone | iPod touch  | iPad           | Air            | mini           | Pro            |
| ----------- | --------------------- | --- | ----------- | -------------- | -------------- | -------------- | -------------- |
| 3.1.3       | 2 febbraio 2010       | 2G | 1G          |                |                |                |                |
| 4.2.1       | 22 novembre 2010      | 3G | 2G          |                |                |                |                |
| 5.1.1       | 7 maggio 2012         | | 3G          | 1G             |                |                |                |
| 6.1.6       | 21 febbraio 2014      | 3GS | 4G          |                |                |                |                |
| 7.1.2       | 30 giugno 2014        | 4 |             |                |                |                |                |
| 9.3.5       | 25 agosto 2016        | | 5G          | 2¹ · 3¹        |                |                |                |
| 9.3.6       | 22 luglio 2019        | 4S |             | 2² · 3²        |                | 1²             |                |
| 10.3.3      | 19 luglio 2017        | 5c |             |                |                |                |                |
| 10.3.4      | 22 luglio 2019        | 5 |             | 4G             |                |                |                |
| 12.5.7      | 23 gennaio 2023       | 5s · 6 · 6 Plus | 6G          |                | 1G             | 2G · 3G        |                |
| 15.8.4      | 31 marzo 2025         | 6s · 6s Plus · SE · 7 · 7 Plus | 7G          | vedi iPadOS 15 | vedi iPadOS 15 | vedi iPadOS 15 | vedi iPadOS 15 |
| 16.7.11     | 31 marzo 2025         | 8 · 8 Plus · X |             | vedi iPadOS 16 | vedi iPadOS 16 | vedi iPadOS 16 | vedi iPadOS 16 |
| 17.7.10     | 20 agosto 2025        | XR · XS · XS Max · 11 · 11 Pro · 11 Pro Max · 12 · 12 Pro · 12 Pro Max · 12 mini · 13 · 13 mini · 13 Pro · 13 Pro Max · 14 · 14 Plus · 14 Pro · 14 Pro Max · 15 · 15 Plus · 15 Pro · 15 Pro Max · SE (2G) · SE (3G)                                      |             | vedi iPadOS 17 | vedi iPadOS 17 | vedi iPadOS 17 | vedi iPadOS 17 |
| 18.6.2      | 20 agosto 2025        | XR · XS · XS Max · 11 · 11 Pro · 11 Pro Max · 12 · 12 Pro · 12 Pro Max · 12 mini · 13 · 13 mini · 13 Pro · 13 Pro Max · 14 · 14 Plus · 14 Pro · 14 Pro Max · 15 · 15 Plus · 15 Pro · 15 Pro Max · 16 · 16 Plus · 16 Pro · 16 Pro Max · SE (2G) · SE (3G) |             | vedi iPadOS 18 | vedi iPadOS 18 | vedi iPadOS 18 | vedi iPadOS 18 |
| 26.0 Beta 2 | 23 giugno 2025        | 11 · 11 Pro · 11 Pro Max · 12 · 12 Pro · 12 Pro Max · 12 mini · 13 · 13 mini · 13 Pro · 13 Pro Max · 14 · 14 Plus · 14 Pro · 14 Pro Max · 15 · 15 Plus · 15 Pro · 15 Pro Max · 16 · 16 Plus · 16 Pro · 16 Pro Max · SE (2G) · SE (3G)                    |             | vedi iPadOS 26 | vedi iPadOS 26 | vedi iPadOS 26 | vedi iPadOS 26 |

¹ (Wi-Fi)
² (Wi-Fi + Cellular)

## Panoramica delle versioni pubblicate

### Smartphone e tablet
| Versione    | Build                       | Banda base        | Data di pubblicazione                                                                         | Caratteristiche |
| ----------- | --------------------------- | ----------------- | --------------------------------------------------------------------------------------------- | --- |
| 1.0         | 1A543a                      | 03.11.02_G        | 29 giugno 2007                                                                                | Distribuzione iniziale sull'iPhone originale - iPod: crea playlist, organizzate per album, artisti e generi, ascolta canzoni e audiolibri e guarda video e podcast - Telefono: chiama le persone, aggiungi persone ai preferiti e chat di gruppo - Altre app come SMS, foto, posta, Safari, mappe, azioni e meteo - Passa da EDGE a Wi-Fi - Lettore video YouTube |
| 1.0.1       | 1C25                        | 03.12.08_G        | 31 luglio 2007                                                                                | - Aggiornamento di sicurezza per Safari. - Note sulla sicurezza - https://support.apple.com/kb/TA24874 |
| 1.0.2       | 1C28                        | 03.14.08_G        | 21 agosto 2007                                                                                | - Correzioni di bug. - Gli elementi eliminati sul telefono non si sincronizzano più. - In grado di elaborare indirizzi multilinea in Maps. - Suonerie personalizzate non più perse con il ripristino. |
| 1.1         | 3A100a 3A101a               |                   | 14 settembre 2007                                                                             | |
| 1.1.1       | 3A109a 3A110a               |                   | 27 settembre 2007                                                                             | |
| 1.1.2       | 3B48b                       |                   | 12 novembre 2007                                                                              | |
| 1.1.3       | 4A93                        |                   | 15 gennaio 2008                                                                               | |
| 1.1.4       | 4A102                       |                   | 26 febbraio 2008                                                                              | |
| 1.1.5       | 4B1                         |                   | 15 luglio 2008                                                                                | |
| 2.0         | 5A347                       |                   | 11 luglio 2008                                                                                | |
| 2.0.1       | 5B108                       |                   | 4 agosto 2008                                                                                 | |
| 2.0.2       | 5C1                         |                   | 18 agosto 2008                                                                                | |
| 2.1 / 2.1.1 | 5F136 5F137 5F138           |                   | 9 settembre 2008 / 12 settembre 2008                                                          | |
| 2.2         | 5G77 5G77a                  |                   | 21 novembre 2008                                                                              | |
| 2.2.1       | 5H11 5H11a                  |                   | 27 gennaio 2009                                                                               | |
| 3.0         | 7A341                       |                   | 17 giugno 2009                                                                                | |
| 3.0.1       | 7A400                       |                   | 31 luglio 2009                                                                                | |
| 3.1 / 3.1.1 | 7C144 7C145 7C146           |                   | 9 settembre 2009                                                                              | |
| 3.1.2       | 7D11                        |                   | 8 ottobre 2009                                                                                | |
| 3.1.3       | 7E18                        |                   | 2 febbraio 2010                                                                               | |
| 3.2         | 7B367                       |                   | 3 aprile 2010                                                                                 | |
| 3.2.1       | 7B405                       |                   | 15 luglio 2010                                                                                | |
| 3.2.2       | 7B500                       |                   | 11 agosto 2010                                                                                | |
| 4.0         | 8A293                       |                   | 21 giugno 2010                                                                                | |
| 4.0.1       | 8A306                       |                   | 15 luglio 2010                                                                                | |
| 4.0.2       | 8A400                       |                   | 11 agosto 2010                                                                                | |
| 4.1         | 8B117                       |                   | 8 settembre 2010                                                                              | |
| 4.2.1       | 8C148 8C148a                |                   | 22 novembre 2010                                                                              | |
| 4.2.5       | 8E128                       |                   | 11 gennaio 2011                                                                               | |
| 4.2.6       | 8E200                       |                   | 31 gennaio 2011                                                                               | |
| 4.2.7       | 8E303                       |                   | 14 aprile 2011                                                                                | |
| 4.2.8       | 8E401                       |                   | 4 maggio 2011                                                                                 | |
| 4.2.9       | 8E501                       |                   | 15 luglio 2011                                                                                | |
| 4.2.10      | 8E600                       |                   | 25 luglio 2011                                                                                | |
| 4.3         | 8F190 8F191                 |                   | 9 marzo 2011                                                                                  | |
| 4.3.1       | 8G4                         |                   | 25 marzo 2011                                                                                 | |
| 4.3.2       | 8H7 8H8                     |                   | 14 aprile 2011                                                                                | |
| 4.3.3       | 8J2 8J3                     |                   | 4 maggio 2011                                                                                 | |
| 4.3.4       | 8K2                         |                   | 15 luglio 2011                                                                                | |
| 4.3.5       | 8L1                         |                   | 25 luglio 2011                                                                                | |
| 5.0         | 9A334                       |                   | 12 ottobre 2011                                                                               | |
| 5.0.1       | 9A405                       |                   | 10 novembre 2011                                                                              | |
| 5.0.1       | 9A406                       | 12 dicembre 2011  |                                                                                               | |
| 5.1         | 9B176 9B179                 |                   | 7 marzo 2012                                                                                  | |
| 5.1.1       | 9B206                       |                   | 7 maggio 2012                                                                                 | |
| 5.1.1       | 9B208                       |                   | 25 maggio 2012                                                                                | |
| 6.0         | 10A403 10A405 10A406        |                   | 19 settembre 2012                                                                             | |
| 6.0.1       | 10A523 10A525 10A8426       |                   | 1º novembre 2012                                                                              | |
| 6.0.2       | 10A550 10A551 10A8500       | 1.01.00           | 18 dicembre 2012                                                                              | |
| 6.1         | 10B141 10B142 10B143 10B144 |                   | 28 gennaio 2013                                                                               | |
| 6.1.1       | 10B145                      |                   | 6 febbraio 2013                                                                               | |
| 6.1.2       | 10B146 10B147               |                   | 19 febbraio 2013                                                                              | |
| 6.1.3       | 10B329                      |                   | 19 marzo 2013                                                                                 | |
| 6.1.4       | 10B350                      |                   | 2 maggio 2013                                                                                 | |
| 6.1.5       | 10B400                      |                   | 14 novembre 2013                                                                              | |
| 6.1.6       | 10B500                      |                   | 21 febbraio 2014                                                                              | |
| 7.0         | 11A465 11A466               |                   | 19 settembre 2013                                                                             | |
| 7.0.1       | 11A470a                     |                   | 19 settembre 2013                                                                             | |
| 7.0.2       | 11A501                      |                   | 26 settembre 2013                                                                             | |
| 7.0.3       | 11B511                      |                   | 22 ottobre 2013                                                                               | |
| 7.0.4       | 11B554a                     |                   | 14 novembre 2013                                                                              | |
| 7.0.5       | 11B601                      |                   | 29 gennaio 2014                                                                               | |
| 7.0.6       | 11B651                      |                   | 21 febbraio 2014                                                                              | |
| 7.1         | 11D167 11D169               |                   | 10 marzo 2014                                                                                 | |
| 7.1.1       | 11D201                      |                   | 22 aprile 2014                                                                                | |
| 7.1.2       | 11D257                      |                   | 30 giugno 2014                                                                                | |
| 8.0         | 12A365 12A366               |                   | 17 settembre 2014                                                                             | |
| 8.0.1       | 12A402                      |                   | 24 settembre 2014                                                                             | |
| 8.0.2       | 12A405                      |                   | 25 settembre 2014                                                                             | |
| 8.1         | 12B410 12B411               |                   | 20 ottobre 2014                                                                               | |
| 8.1.1       | 12B435 12B436               |                   | 17 novembre 2014                                                                              | |
| 8.1.2       | 12B440                      |                   | 9 dicembre 2014                                                                               | |
| 8.1.3       | 12B466                      |                   | 27 gennaio 2015                                                                               | |
| 8.2         | 12D508                      |                   | 9 marzo 2015                                                                                  | |
| 8.3         | 12F69 12F70                 |                   | 8 aprile 2015                                                                                 | |
| 8.4         | 12H143                      |                   | 30 giugno 2015                                                                                | |
| 8.4.1       | 12H321                      |                   | 13 agosto 2015                                                                                | |
| 8.4.4       | 12H321                      |                   | 26 aprile 2021                                                                                | |
| 9.0         | 13A340                      |                   | 16 settembre 2015                                                                             | |
| 9.0         | 13A342                      |                   | 16 settembre 2015                                                                             | |
| 9.0         | 13A343                      |                   | 16 settembre 2015                                                                             | |
| 9.0         | 13A344                      |                   | 16 settembre 2015                                                                             | |
| 9.0.1       | 13A404                      |                   | 23 settembre 2015                                                                             | |
| 9.0.1       | 13A405                      | 24 settembre 2015 |                                                                                               | |
| 9.0.2       | 13A452                      |                   | 30 settembre 2015                                                                             | |
| 9.1         | 13B143                      |                   | 21 ottobre 2015                                                                               | |
| 9.2         | 13C75                       |                   | 8 dicembre 2015                                                                               | |
| 9.2.1       | 13D15                       |                   | 19 gennaio 2016                                                                               | |
| 9.2.1       | 13D20                       | 18 febbraio 2016  |                                                                                               | |
| 9.3         | 13E233                      |                   | 21 marzo 2016                                                                                 | |
| 9.3         | 13E234                      |                   | 21 marzo 2016                                                                                 | |
| 9.3         | 13E236                      | 25 marzo 2016     |                                                                                               | |
| 9.3         | 13E237                      | 28 marzo 2016     |                                                                                               | |
| 9.3.1       | 13E238                      |                   | 31 marzo 2016                                                                                 | |
| 9.3.2       | 13F69                       |                   | 16 maggio 2016                                                                                | |
| 9.3.2       | 13F72                       | 2 giugno 2016     |                                                                                               | |
| 9.3.3       | 13G34                       |                   | 18 luglio 2016                                                                                | |
| 9.3.4       | 13G35                       |                   | 4 agosto 2016                                                                                 | |
| 9.3.5       | 13G36                       |                   | 25 agosto 2016                                                                                | |
| 9.3.6       | 13G37                       |                   | 22 luglio 2019                                                                                | |
| 10.0        | 14A403                      |                   | 13 settembre 2016                                                                             | |
| 10.0        | 14A346                      |                   | 13 settembre 2016                                                                             | |
| 10.0.2      | 14A456                      |                   | 23 settembre 2016                                                                             | |
| 10.0.3      | 14A551                      |                   | 17 ottobre 2016                                                                               | |
| 10.1        | 14B72                       |                   | 24 ottobre 2016                                                                               | |
| 10.1        | 14B72c                      |                   | 24 ottobre 2016                                                                               | |
| 10.1.1      | 14B100                      |                   | 31 ottobre 2016                                                                               | |
| 10.1.1      | 14B150                      | 9 novembre 2016   |                                                                                               | |
| 10.2        | 14C92                       |                   | 12 dicembre 2016                                                                              | |
| 10.2.1      | 14D27                       |                   | 23 gennaio 2017                                                                               | |
| 10.3        | 14E277                      |                   | 27 marzo 2017                                                                                 | |
| 10.3.1      | 14E304                      |                   | 3 aprile 2017                                                                                 | |
| 10.3.2      | 14F89 14F8089 14F90 14F91   |                   | 15 maggio 2017                                                                                | |
| 10.3.3      | 14G60                       |                   | 19 luglio 2017                                                                                | |
| 10.3.4      | 14G61                       |                   | 22 luglio 2019                                                                                | |
| 11.0        | 15A372                      |                   | 19 settembre 2017                                                                             | |
| 11.0.1      | 15A402/15A403 15A8391       |                   | 26 settembre 2017 / 3 novembre 2017 su iPhone X                                               | |
| 11.0.2      | 15A421                      |                   | 3 ottobre 2017                                                                                | |
| 11.0.3      | 15A432                      |                   | 11 ottobre 2017                                                                               | |
| 11.1        | 15B93/15B101                |                   | 31 ottobre 2017                                                                               | |
| 11.1.1      | 15B150                      |                   | 9 novembre 2017                                                                               | |
| 11.1.2      | 15B202                      |                   | 16 novembre 2017                                                                              | |
| 11.2        | 15C114                      |                   | 2 dicembre 2017                                                                               | |
| 11.2.1      | 15C153                      |                   | 13 dicembre 2017                                                                              | |
| 11.2.2      | 15C202                      |                   | 8 gennaio 2018                                                                                | |
| 11.2.5      | 15D60                       |                   | 23 gennaio 2018                                                                               | |
| 11.2.6      | 15D100                      |                   | 19 febbraio 2018                                                                              | |
| 11.3        | 15E216/15E218               |                   | 29 marzo 2018                                                                                 | |
| 11.3.1      | 15E302                      |                   | 24 aprile 2018                                                                                | |
| 11.4        | 15F79                       |                   | 29 maggio 2018                                                                                | |
| 11.4.1      | 15G77                       |                   | 9 luglio 2018                                                                                 | |
| 12.0        | 16A366                      |                   | 17 settembre 2018 21 settembre 2018 su iPhone XS e iPhone XS Max 26 ottobre 2018 su iPhone XR | |
| 12.0.1      | 16A404/16A405               |                   | 8 ottobre 2018                                                                                | |
| 12.1        | 16B92/16B93 16B94           |                   | 30 ottobre 2018 7 novembre 2018 su iPad Pro (terza generazione, 12,9") e iPad Pro (11")       | |
| 12.1.2      | 16C50                       |                   | 5 dicembre 2018                                                                               | |
| 12.1.3      | 16C104                      |                   | 20 dicembre 2018                                                                              | |
| 12.1.4      | 16D57                       |                   | 7 febbraio 2019                                                                               | |
| 12.2        | 16E227                      |                   | 25 marzo 2019                                                                                 | |
| 12.3        | 16F156                      |                   | 13 maggio 2019                                                                                | |
| 12.3.1      | 16F203/16F8202              |                   | 24 maggio 2019 28 maggio 2019 (su iPod touch (7))                                             | |
| 12.3.2      | 16F250                      |                   | 10 giugno 2019                                                                                | |
| 12.4        | 16G77                       |                   | 22 luglio 2019                                                                                | miglioramento delle prestazioni, correzione dei bug; introduce il trasferimento wireless dei dati verso un nuovo smartphone. |
| 12.4.1      | 16G102                      |                   | 26 agosto 2019                                                                                | miglioramento delle prestazioni, correzione dei bug; |
| 12.4.2      | 16G114                      |                   | 29 settembre 2019                                                                             | miglioramento delle prestazioni, correzione dei bug, corregge importanti vulnerabilità; |
| 12.4.3      | 16G130                      |                   | 28 ottobre 2019                                                                               | miglioramento delle prestazioni, correzione dei bug; |
| 12.4.4      | 16G140                      |                   | 10 dicembre 2019                                                                              | miglioramento delle prestazioni, correzione dei bug; |
| 12.4.5      | 16G161                      |                   | 28 gennaio 2020                                                                               | miglioramento delle prestazioni, correzione dei bug; |
| 12.4.6      | 16G183                      |                   | 24 marzo 2020                                                                                 | miglioramento delle prestazioni, correzione dei bug; |
| 12.4.7      | 16G192                      |                   | 20 maggio 2020                                                                                | miglioramento delle prestazioni, correzione dei bug; |
| 12.4.8      | 16G201                      |                   | 15 luglio 2020                                                                                | miglioramento delle prestazioni, correzione dei bug; |
| 12.4.9      | 16H5                        |                   | 5 novembre 2020                                                                               | miglioramento delle prestazioni, correzione dei bug; |
| 12.5.0      | 16H20                       |                   | 14 dicembre 2020                                                                              | miglioramento delle prestazioni, correzione dei bug, aggiunge notifiche di esposizione per il COVID-19; |
| 12.5.1      | 16H22                       |                   | 11 gennaio 2021                                                                               | miglioramento delle prestazioni, correzione dei bug sulle notifiche di esposizione per il COVID-19; |
| 12.5.2      | 16H30                       |                   | 26 marzo 2021                                                                                 | miglioramento delle prestazioni, correzione dei bug; |
| 12.5.3      | 16H41                       |                   | 3 maggio 2021                                                                                 | miglioramento delle prestazioni, correzione dei bug; |
| 13.0        | 17A577                      |                   | 19 settembre 2019                                                                             | |
| 13.1        | 17A844                      |                   | 24 settembre 2019                                                                             | |
| 13.1.1      | 17A854                      |                   | 27 settembre 2019                                                                             | |
| 13.1.2      | 17A860/17A861               |                   | 30 settembre 2019                                                                             | |
| 13.1.3      | 17A878                      |                   | 15 ottobre 2019                                                                               | |
| 13.2        | 17B84                       |                   | 28 ottobre 2019                                                                               | - Fotocamera - Migliore rappresentazione dei colori e dell'illuminazione - Possibilità di regolare la risoluzione video e il framerate all'interno dell'app - Fotocamera Deep Fusion sull'iPhone serie 11 - Volume HUD e Centro di Controllo - L'indicatore del volume scompare più rapidamente dalla vista - Quando è collegato a un dispositivo audio, all'interno dell'indicatore del volume verrà visualizzata un'icona del dispositivo - 3D Touch/Haptic Touch - Nuovo suono quando si richiama 3D Touch / Haptic Touch, che ricorda i suoni emessi durante la digitazione sulla tastiera - Le icone nella schermata Home possono essere eliminate direttamente dal menu 3D Touch/Haptic Touch - La linea multitasking è più piccola se ci sono 3 app o meno - Emoji - 59 nuove emoji - Alcune emoji, in particolare le coppie, utilizzano un nuovo selettore di emoji per selezionare tonalità della pelle o generi diversi - Reintrodotto "Annuncia messaggi con Siri" - Correzioni di bug - Elimina evento è ora di nuovo disponibile per gli inviti del calendario provenienti dalle e-mail - Fornisce supporto per le nuove funzionalità di HomePod [Aggiornamento estratto per HomePod] - La capacità di HomePod di riconoscere le voci dei diversi membri della famiglia per offrire un'esperienza personalizzata - Handoff Music, podcast o telefonate portando il tuo iPhone vicino a HomePod - Aggiungi musica alle scene di HomeKit - Riproduci rilassanti colonne sonore di alta qualità con Ambient Sounds - Imposta i timer di sonno su addormentarsi con musica o suoni ambientali |
| 13.2.1      | 17B90                       | N.D.              | 30 ottobre 2019                                                                               | Aggiornamento solo HomePod - Risolve un problema causato da iOS 13.2 che ha bloccato i dispositivi HomePod durante l'installazione o dopo un ripristino. |
| 13.2.2      | 17B102                      |                   | 7 novembre 2019                                                                               | Correzioni di bug e miglioramenti. - Risolve un problema che potrebbe causare la chiusura imprevista delle app durante l'esecuzione in background - Risolve un problema in cui iPhone potrebbe perdere temporaneamente il segnale mobile dopo una chiamata - Risolve un problema in cui i dati mobili potrebbero non essere temporaneamente disponibili - Risolve un problema che causava risposte crittografate con S/MIME messaggi di posta elettronica tra account Exchange non leggibili - Risolve un problema a causa del quale l'utilizzo del servizio Single Sign-On Kerberos in Safari può presentare una richiesta di autenticazione - Risolve un problema a causa del quale la ricarica può essere interrotta su accessori YubiKey Lightning |
| 13.2.3      | 17B111                      |                   | 18 novembre 2019                                                                              | Correzioni di bug e miglioramenti. - Risolve un problema a causa del quale la ricerca e la ricerca del sistema in Mail, File e Note potrebbero non funzionare - Risolve un problema a causa del quale foto, collegamenti e altri allegati potrebbero non essere visualizzati nella vista Dettagli messaggi - Risolve un problema che potrebbe impedire alle app di scaricare contenuto in background - Risolve i problemi che potrebbero impedire a Mail di recuperare nuovi messaggi e non includere e citare il contenuto del messaggio originale negli account di Exchange |
| 13.3        | 17C54                       |                   | 10 dicembre 2019                                                                              | - Limiti di comunicazione: nell'app Screen Time è ora possibile impostare limiti di tempo per telefonate, messaggi e chiamate FaceTime. È possibile impostare limiti individuali per ciascun contatto. - Gli adesivi Animoji e Memoji ora possono essere nascosti dalla tastiera delle emoji. - Safari ora supporta le chiavi di sicurezza USB, Lightning e NFC. |
| 13.3.1      | 17D50                       |                   | 28 gennaio 2020                                                                               | Correzioni di bug e miglioramenti. - Risolve un problema relativo ai limiti di comunicazione che poteva consentire l'aggiunta di un contatto senza immettere il codice di accesso del tempo dello schermo - Aggiunge un'impostazione per controllare l'uso dei servizi di localizzazione da parte del chip U1 Ultra Wideband - Risolve un problema che potrebbe causare un ritardo momentaneo prima di modificare una foto di Deep Fusion scattata su ‌iPhone 11‌ o iPhone 11 Pro - Risolve un problema con Mail che potrebbe causare il caricamento di immagini remote anche quando l'impostazione "Carica immagini remote" è disabilitata - Risolve un problema che poteva causare la visualizzazione di più finestre di dialogo di annullamento in Mail - Risolve un problema a causa del quale FaceTime poteva utilizzare la fotocamera ultra grandangolare posteriore anziché la fotocamera ampia - Risolve un problema per cui le notifiche push non potevano essere recapitate tramite Wi-Fi - Risolve un problema di CarPlay che potrebbe causare un suono distorto quando si effettuano chiamate telefoniche in determinati veicoli - Introduce il supporto per le voci Siri in inglese indiano per HomePod |
| 13.4        | 17E255                      |                   | 24 marzo 2020                                                                                 | Distribuzione iniziale per iPad Pro (quarta generazione, 12,9", seconda generazione, 11") - Memoji - Nove nuovi adesivi Memoji, tra cui volto sorridente con cuori, mani premute insieme e volto da festa - File - Condivisione cartella iCloud Drive dall'app File - Controlla per limitare l'accesso solo alle persone che inviti esplicitamente o concedi l'accesso a chiunque abbia il collegamento alla cartella - Autorizzazioni per scegliere chi può apportare modifiche e caricare file e chi può solo visualizzare e scaricare file - Mail - Controlli sempre visibili per eliminare, spostare, rispondere o comporre un messaggio nella vista conversazione - Le risposte alle e-mail crittografate vengono automaticamente crittografate dopo aver configurato S/MIME - App Store con Apple Arcade - Il supporto per gli acquisti universali consente l'utilizzo di un singolo acquisto di un'app partecipante su iPhone, iPod touch, iPad, Mac e Apple TV - I giochi Arcade riprodotti di recente vengono visualizzati nella scheda Arcade in modo da poter continuare a giocare su iPhone, iPod touch, iPad, Mac - Visualizzazione ad elenco Apple TV per Vedi tutti i giochi - CarPlay - Supporto per app di navigazione di terze parti per il dashboard di CarPlay - Le informazioni in chiamata vengono visualizzate nel dashboard di CarPlay - Realtà aumentata - AR Quick Look supporta la riproduzione audio in file USDZ - Tastiera - Supporto per la scrittura predittiva per l'arabo - Correzioni di bug e miglioramenti - Aggiunge un indicatore alla barra di stato che viene visualizzata quando una VPN si è disconnessa sui modelli di iPhone con display a tutto schermo - Risolve un problema nella fotocamera in cui il mirino potrebbe apparire come una schermata nera dopo l'avvio - Risolve un problema in cui le foto potrebbero sembrare utilizzare l'archiviazione in eccesso - Correzione di un problema in Foto che potrebbe impedire la condivisione di un'immagine in Messaggi se iMessage è disabilitato - Risolve un problema in Mail in cui i messaggi possono apparire fuori servizio - Risolve un problema in Mail in cui l'elenco delle conversazioni può mostrare righe vuote - Risolve un problema in cui Mail potrebbe bloccarsi quando si tocca il Pulsante - Condividi in Visualizzazione rapida - Risolve un problema in Impostazioni in cui i dati mobili potrebbero essere erroneamente visualizzati come disattivati - Risolve un problema in cui non è possibile effettuare chiamate di emergenza quando non è installata alcuna carta SIM e l'utente ha precedentemente eliminato un eSIM - Risolve un problema in Safari in cui le pagine Web potrebbe non essere invertito quando sono attivi sia Dark Mode sia Smart Invert. - Risolve un problema per cui il testo copiato dal contenuto Web potrebbe apparire invisibile quando incollato con la Modalità scura attiva - Risolve un problema in Safari in cui un riquadro CAPTCHA può essere visualizzato in modo errato - Risolve un problema in cui i Promemoria non possono emettere nuove notifiche per un promemoria ricorrente scaduto fino a quando non viene contrassegnato come completato - Risolve un problema in cui Promemoria può inviare notifiche per promemoria completati - Risolve un problema in cui iCloud Drive sembra essere disponibile in Pages, Numbers e Keynote anche quando non ha effettuato l'accesso - Risolve un problema in Apple Music in cui i video musicali potrebbero non essere riprodotti in streaming in alta qualità - Risolve un problema in cui CarPlay potrebbe perdere la connessione in alcuni veicoli - Risolve un problema in CarPlay in cui la vista in Maps potrebbe allontanarsi brevemente dall'area corrente - Risolve un problema nell'app Home in cui toccando una notifica di attività da una telecamera di sicurezza si può aprire una registrazione diversa - Risolve un problema in cui i collegamenti potrebbero non apparire quando si tocca il menu - Condividi da uno screenshot la tastiera birmana, quindi i simboli di punteggiatura sono ora accessibili da numeri e simboli |
| 13.4        | 17E8255                     |                   | 24 aprile 2020                                                                                | Distribuzione iniziale per iPhone SE (seconda generazione) |
| 13.4.1      | 17E262                      |                   | 7 aprile 2020                                                                                 | - Correzioni di bug - Risolve un problema con l'app Impostazioni in cui la scelta del Bluetooth dal menu Azioni rapide nella schermata principale non riusciva. - Risolve un problema a causa del quale i dispositivi con iOS 13.4 non potevano partecipare alle chiamate "FaceTime" con dispositivi con iOS 9.3.6 e precedenti o OS X El Capitan 10.11.6 e precedenti. - Contenuto di sicurezza - Include lo stesso contenuto di sicurezza di iOS 13.4. |
| 13.4.1      | 17E8258                     |                   | 23 aprile 2020                                                                                | Solo per iPhone SE (seconda generazione), include le stesse correzioni di bug di iOS 13.4.1 build 17E262. |
| 13.5        | 17F75                       |                   | 20 maggio 2020                                                                                | - Face ID e passcode - Il processo di sblocco è stato semplificato per i dispositivi con Face ID quando gli utenti indossano una mascherina chirurgica. - Il campo del passcode viene automaticamente visualizzato dopo aver fatto scorrere il dito verso l'alto dalla parte inferiore della schermata di blocco quando un utente indossa una maschera. - Funziona anche durante l'autenticazione con App Store, Apple Books, Apple Pay, iTunes e altre app che supportano l'autenticazione Face ID. - API di notifica dell'esposizione - Supporta le app di tracciabilità dei contatti COVID-19 (Coronavirus) delle autorità sanitarie pubbliche. - FaceTime - È stata aggiunta un'opzione che consente agli utenti di controllare la prominenza automatica nelle chiamate FaceTime di gruppo in modo che i riquadri video non cambino dimensione quando un partecipante parla. - Servizi di emergenza - È stata aggiunta un'opzione che consente agli utenti di condividere automaticamente la salute e altre informazioni essenziali dal proprio ID medico con i servizi di emergenza quando effettuano una chiamata di emergenza (disponibile solo negli Stati Uniti d'America). - Correzioni di bug e altri miglioramenti - Risolve un problema per cui gli utenti potrebbero vedere una schermata nera quando provano a riprodurre video in streaming da alcuni siti Web. - Risolve un problema nel foglio di condivisione in cui i suggerimenti e le azioni non venivano caricati. |
| 13.5.1      | 17F80                       |                   | 1º giugno 2020                                                                                | Aggiornamento di sicurezza - Patch CVE-2020-9859, una vulnerabilità legata al consumo di memoria che può essere utilizzata da un'applicazione per eseguire l'esecuzione di codice arbitrario con i privilegi del kernel. Questa vulnerabilità è stata utilizzata dal jailbreak unc0ver. |
| 13.6        | 17G5045                     |                   | 15 luglio 2020                                                                                | - Salute - Nuova sezione "Sintomi" nell'app Salute. - Impostazioni - La sezione Aggiornamenti automatici di Aggiornamenti software ha ricevuto alcune modifiche: - La sezione è ora denominata "Personalizza aggiornamenti automatici" anziché "Aggiornamenti automatici" - Il comando che precedentemente diceva "Aggiornamenti automatici" ora dice "Scarica aggiornamenti iOS" - Inoltre, se questo interruttore è abilitato, è disponibile un nuovo interruttore aggiuntivo denominato "Installa aggiornamenti iOS". Se abilitato, dopo che un nuovo aggiornamento iOS è stato scaricato automaticamente, verrà installato anche automaticamente. - La funzione di registrazione dell'esposizione COVID-19 è stata abilitata in più regioni e stati. - Inoltre, se la funzione non è ancora disponibile nella tua regione, la sezione dell'app Impostazioni dirà semplicemente "non disponibile nella tua regione" e una descrizione di come funziona la funzione, invece di avere ancora le impostazioni lì, solo in grigio su. - News - Apple News+Audio: ti consente di ascoltare le notizie anziché leggerle, se sei abbonato ad Apple News+. - Chiavi della macchina - Una nuova API che utilizza NFC per consentire di sbloccare, bloccare e avviare un'auto compatibile con il telefono. Puoi anche condividere le tue chiavi con altri, potenzialmente con restrizioni se vuoi. CarKey si trova nell'app Wallet. |
| 13.7        | 17H35                       |                   | 1º settembre 2020                                                                             | |
| 14.0        | 18A5319                     |                   | 16 settembre 2020                                                                             | |
| 14.0.1      | 18A393                      |                   | 24 settembre 2020                                                                             | |
| 14.1        | 18A8395                     |                   | 20 ottobre 2020                                                                               | |
| 14.2        | 18B92/18B111                |                   | 5 novembre 2020                                                                               | |
| 14.2.1      | 18B121                      |                   | 19 novembre 2020                                                                              | |
| 14.3        | 18C66                       |                   | 14 dicembre 2020                                                                              | |
| 14.4        | 18D52                       |                   | 26 gennaio 2021                                                                               | |
| 14.4.1      | 18D61                       |                   | 8 marzo 2021                                                                                  | |
| 14.4.2      | 18D70                       |                   | 26 marzo 2021                                                                                 | |
| 14.5        | 18E199                      |                   | 26 aprile 2021                                                                                | |
| 14.5.1      | 18E212                      |                   | 3 maggio 2021                                                                                 | |